# NGC 4263
NGC 4263 (również NGC 4265 lub PGC 39698) – galaktyka spiralna (Sb), znajdująca się w gwiazdozbiorze Kruka. Odkrył ją William Herschel 27 marca 1786 roku. Niezależnie odkrył ją Lewis A. Swift 6 maja 1886 roku, a jego obserwacja została skatalogowana jako NGC 4265.
W galaktyce tej zaobserwowano supernową SN 1998cj.